# Gaston Gallimard
Pour les articles homonymes, voir Gallimard (homonymie).
Gaston Gallimard, né le 18 janvier 1881 à Paris et mort le 25 décembre 1975 à Neuilly-sur-Seine, est un éditeur français, fondateur des éditions Gallimard qui occupent une place majeure dans la vie littéraire française du XXe siècle. Il a mené également des entreprises extra-littéraires : administrateur de théâtre, patron de presse, producteur de cinéma et organisateur de concerts.

## Biographie

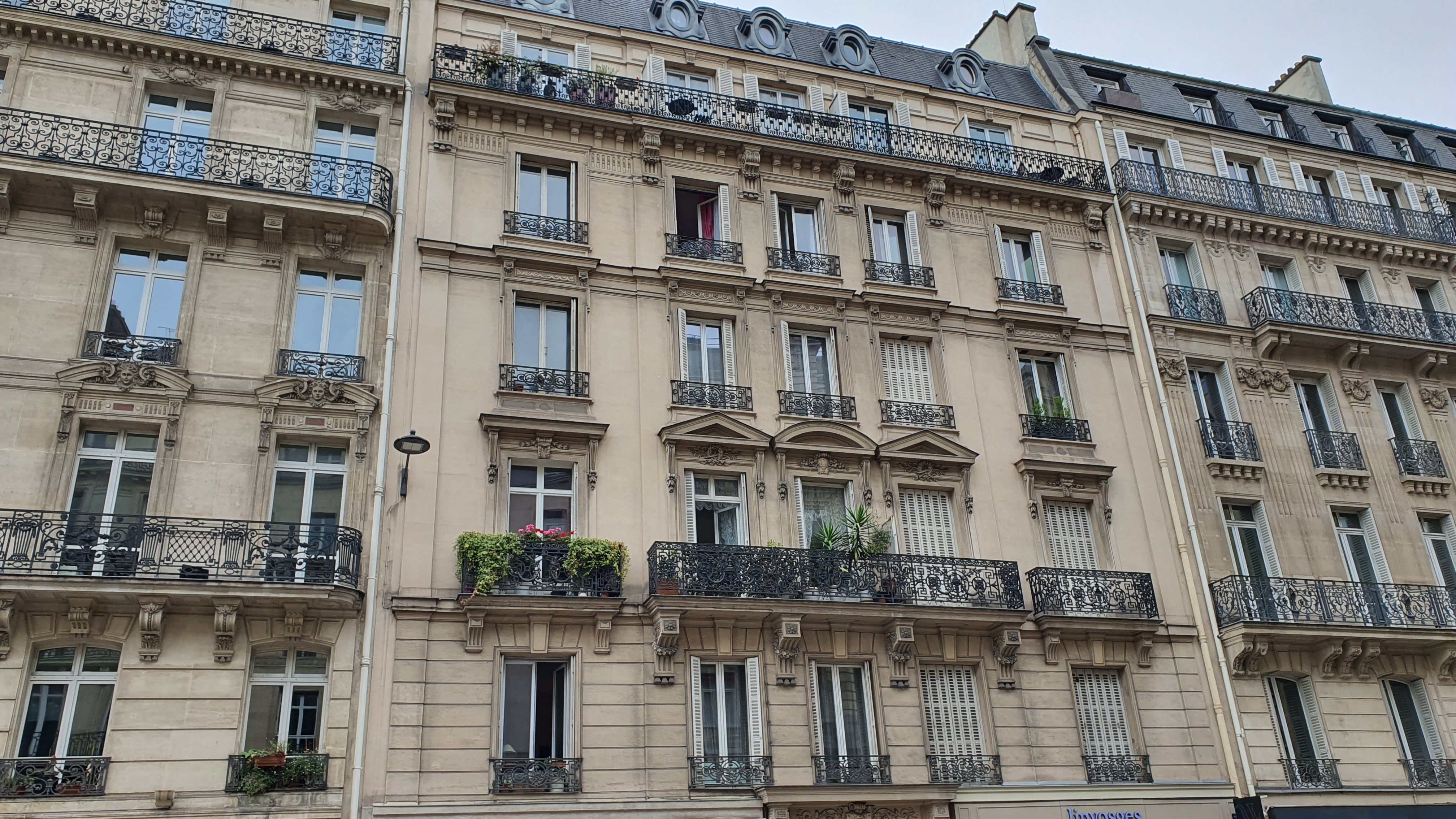
79, rue Saint-Lazare à Paris, lieu de naissance.

### Jeunesse et études
Gaston Sébastien Gallimard naît le 18 janvier 1881 à Paris, au 79, rue Saint-Lazare dans le 9e arrondissement, au domicile de ses parents Paul Gallimard (1850-1929), architecte, et Lucie Duché, sans profession.
Son père, Paul Gallimard, est le fils d'un agent de change ; rentier, il traduit les œuvres de John Keats pour le Mercure de France et collectionne les livres rares et les œuvres de peintres impressionnistes. Il est ami avec Auguste Renoir. Il fréquente aussi les théâtres. Il a épousé Lucie Duché (1858-1942), qui donne naissance à Gaston. Son grand-père est Gustave Gallimard (1821-1918), issu d'une famille originaire de Saint-Florentin dans l'Yonne (Bourgogne), et sa grand-mère est Henriette Chabrier (1829-1918), originaire d'Auvergne. Son arrière-grand-père, Sébastien Gallimard (1794-1873), avait épousé Eugénie Martineau (1799-1878), petite-fille de Louis-Simon Martineau, avocat, député de Paris aux États généraux et à la Constituante, rapporteur du comité sur la Constitution civile du clergé en 1790.
Gaston Gallimard étudie pendant sept ans au lycée Condorcet, où il fait la connaissance de Roger Martin du Gard. Il arrête ses études après avoir obtenu son baccalauréat en 1898. À vingt ans, Gaston Gallimard est un dandy qui semble destiné à suivre les traces de son père. Il devient secrétaire de l’auteur dramatique Robert de Flers. Alors qu'il passe ses vacances d'été dans la villa familiale le manoir familial situé à Benerville-sur-Mer (Calvados), il y rencontre Marcel Proust en 1907 ou 1908.
Il est diplômé de l'École libre des sciences politiques (section générale) en 1906.

### La Nouvelle Revue française
En 1910, La Nouvelle Revue française crée un comptoir d’édition et engage Gaston Gallimard comme gérant. Celui-ci apporte avec André Gide et surtout Jean Schlumberger, héritier d'une importante fortune, le capital nécessaire. Il est nommé éditeur-gérant le 31 mai 1911, puis directeur en 1912. Le siège parisien est au 31 rue Jacob.
Le 17 décembre 1912, à Paris, Gallimard épouse Yvonne Redelsperger (1884-1968), fille du dramaturge français Jacques Redelsperger (1847-1930).
En 1913, il est nommé administrateur du théâtre du Vieux-Colombier qui vient d’être créé. Il fait connaissance avec la comédienne Valentine Tessier, qui deviendra sa maîtresse. En 1914 naît son fils, Claude.
Durant la Première Guerre mondiale, Gallimard cherche par tous les moyens à se faire réformer. Il fait plusieurs séjours dans des sanatoriums. Ses activités d’éditeur-gérant tournent au ralenti. En 1917, il part pour New York pendant six mois, où il accompagne la troupe du Vieux-Colombier dans une tournée de propagande destinée à sensibiliser l'opinion américaine à la culture française. 
En 1918, après un second séjour aux États-Unis, il décide de créer une véritable entreprise clairement distincte de la revue La Nouvelle Revue française et des ouvrages publiées par celle-ci (sous la marque NRF) : formée en société anonyme le 19 juillet 1919, cette structure s'appelle désormais la « Librairie Gallimard ». Son frère Raymond, actionnaire, le rejoint pour se charger de la gestion.

### L'entre-deux-guerres
Au début des années 1920, une campagne de presse contre l’influence croissante de la NRF est lancée. La riposte face à cette « croisade de longues figures » mobilise tout l’entregent de Gallimard. Il faut dire que celui-ci est devenu co-administrateur de la revue Les Nouvelles littéraires lancée par Larousse en 1922, puis a pris la suite de Jacques Rivière à la tête de La Nouvelle Revue française, en tant que directeur.
En 1928, la création de ZED-publications vise à lancer des hebdomadaires (comme Détective, Voilà, Marianne…) et des revues de spectacle (comme la Revue du cinéma), tout en protégeant la librairie Gallimard des éventuels échecs liés à cette nouvelle activité, la presse périodique. Il se trouve que l’hebdomadaire de faits divers Détective va rencontrer un grand succès.
En 1930, Gallimard divorce d'Yvonne Redelsperger et se remarie avec Jeanne-Léonie Dumont.
En 1933, il produit le film Madame Bovary de Jean Renoir, dont le rôle principal est tenu par Valentine Tessier. C’est un échec commercial.

### L'Occupation allemande
Gaston Gallimard se réfugie, avec sa famille et des proches, alors qu'éclate la Seconde Guerre mondiale, dans le Sud de la France, à Villalier chez Joë Bousquet, et ne revient à Paris qu’après l’Armistice de 1940, soit le 22 octobre. Il cède la direction de la NRF à Drieu la Rochelle, afin de complaire aux nazis, et accepte de s’autocensurer contre des livraisons de papier. L’attitude de l’éditeur est ambiguë.
D'un côté, il accueille dans ses bureaux les réunions clandestines des Lettres françaises fondées par Jacques Decour et Paulhan (lesquels sont membres de l'organisation clandestine le Comité national des écrivains qui publie dès 1943 une liste d'éditeurs jugés collaborationnistes dont Gallimard), tout en publiant, d'un autre côté, des traductions de classiques allemands, comme Goethe, ou des modernes comme Ernst Jünger, pour ne pas froisser l’Occupant.
Le 5 novembre 1940, à la suite des lois anti-juifs, il licencie subitement Jacques Schiffrin, le fondateur et l'éditeur de la bibliothèque de la Pléiade, qui part se réfugier aux États-Unis. Cette décision provoque la « consternation » de Roger Martin du Gard et l'« indignation » d'André Gide. Elle engendre également un conflit juridique et financier entre Gallimard et Schiffrin, portant sur le montant du coût des droits de Schiffrin sur la Pléiade, mise en rapport avec le bénéfice éditorial de la collection pour la maison Gallimard. 
En 1943, il refuse de continuer à publier la NRF dont Ramon Fernandez veut la direction, après la démission de Drieu. De même, il refuse, avec habileté, de publier le pamphlet de Lucien Rebatet Les Décombres mais n’hésite pas, dans sa proposition de rachat des Éditions Calmann-Lévy, à déclarer[Où ?] sa maison « aryenne à capitaux aryens ». La guerre est l’occasion d’une autre entreprise extra-littéraire : les « concerts de la Pléiade » que Gallimard organise à partir de 1943.

### Après-guerre
Le suicide de Drieu la Rochelle, le soutien sans faille d’écrivains résistants (Camus, Malraux…), l'action de Jean Paulhan, permettent à Gaston Gallimard de protéger la Librairie Gallimard contre les sanctions économiques et professionnelles promulguées lors de l’épuration (1944-1947). Chargée de tous les péchés, La Nouvelle Revue française, qui avait pu continuer à paraître sous Vichy grâce au soutien d'Otto Abetz, est interdite de publication en novembre 1944, et ce jusqu'en 1953. Comme par provocation, Jean Paulhan et Gaston Gallimard publient Les Deux Étendards de Rebatet en 1952. Entretemps, Jean-Paul Sartre, avec Les Temps modernes, a claqué la porte. 
Gaston Gallimard rachète en 1946 à Jeanne Loviton, maîtresse de Robert Denoël, 90 % des parts des éditions Denoël, dont elle venait d'hériter. Il procède également à une série d'acquisitions de fonds comme celui des éditions Edmond Charlot, des éditions du Pavois, etc. En 1958, il prend des parts importantes dans les éditions de la Table ronde.
Le 4 janvier 1960, Albert Camus et Michel Gallimard, fils de son frère Raymond et en quelque sorte son « fils spirituel » déclaré, se tuent dans un accident de voiture. L'épouse de Gaston, Jeanne, meurt en 1968.
Gaston Gallimard, dont les forces déclinent, passe progressivement le pouvoir à son fils Claude, ce qui fait de lui le fondateur d'une dynastie qui se poursuivra avec son petit-fils Antoine, né en 1947.
Il meurt en 1975, à 94 ans. Sa tombe est à Pressagny-l'Orgueilleux, village normand où la famille a installé sa résidence secondaire.

## Ouvrages

### Textes de Gaston Gallimard
- Friedrich Hebbel, Judith, tragédie en cinq actes traduite de l'allemand par Gaston Gallimard & Pierre de Lanux. Paris, Éditions de la Nouvelle Revue française, 1911.
- « Il a inventé des auteurs, un public », En souvenir de René Julliard, Paris, René Julliard, 1963, p. 50.

### Correspondances
- Jean Paulhan / Gaston Gallimard, Correspondance, édition établie, présentée et annotée par Laurence Brisset, Gallimard, 2011.
- Marcel Proust / Gaston Gallimard, Correspondance, édition établie, présentée et annotée par Pascal Fouché, Paris, Gallimard, 1989.
- Jacques Rivière / Gaston Gallimard, Correspondance 1911-1924, édition établie, présentée et annotée par Pierre-Edmond Robert avec la collaboration d'Alain Rivière, Paris, 1994.

## Hommage

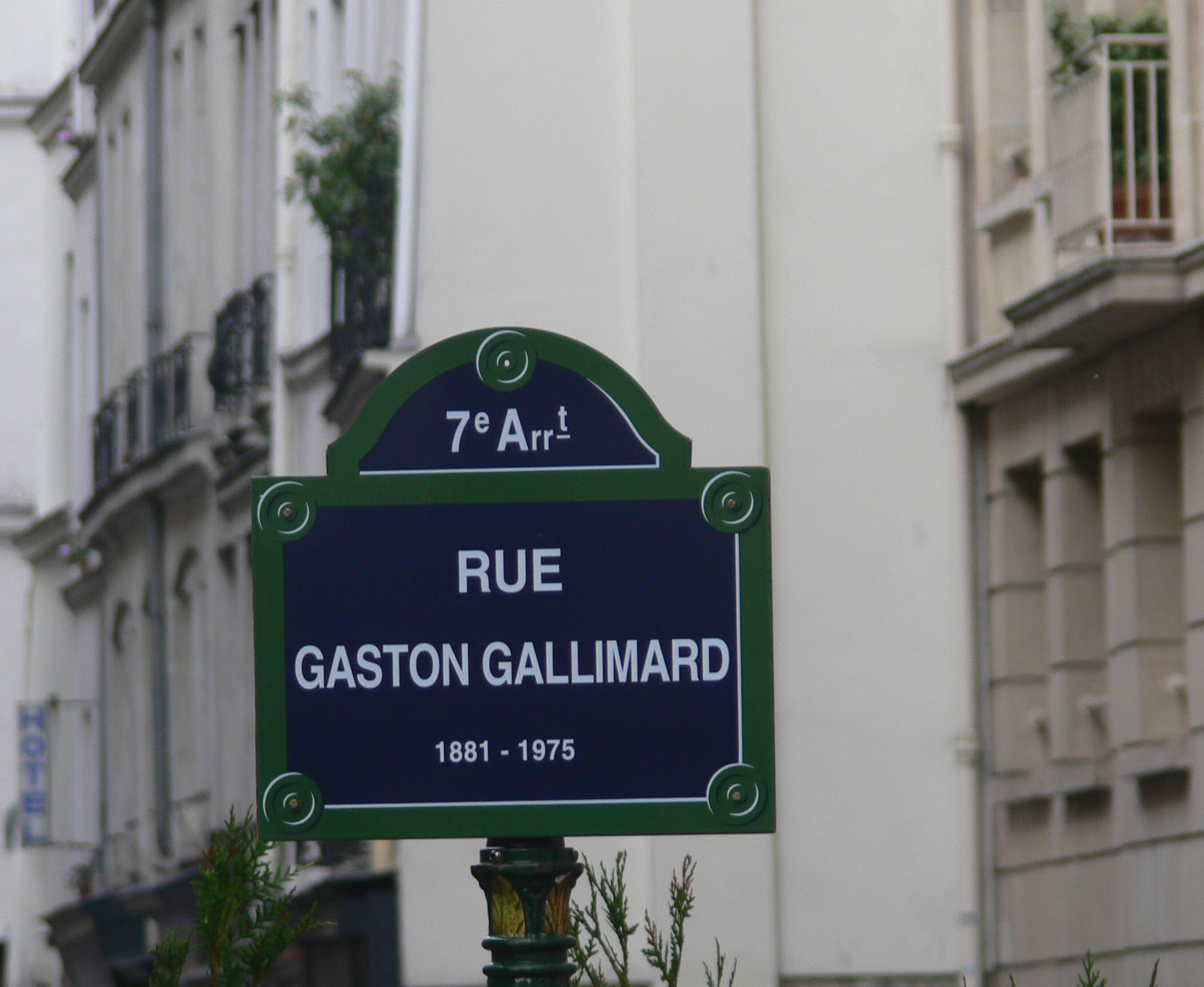
Plaque de la rue Gaston-Gallimard, inaugurée le 15 juin 2011.

Grâce à l'action de son petit-fils, Antoine Gallimard, son nom a été donné en 2011 à Paris à une partie de l'ancienne rue Sébastien-Bottin formant aujourd'hui la rue Gaston-Gallimard.

## Pour approfondir